# Earth (film, 1998)
Pour les articles homonymes, voir Earth.
Pour plus de détails, voir Fiche technique et Distribution.
Earth est un film de Bollywood dramatique indo-canadien, réalisé par Deepa Mehta sorti en 1998. Tiré du roman de Bapsi Sidhwa, Mister Candy, c'est le second volet de la Trilogie des éléments, précédé de Fire (1996) et suivi de Water (2005).

## Synopsis
Lahore, 1947. Après avoir colonisé l'Inde pendant trois siècles, les Britanniques s'apprêtent à lui rendre son indépendance en la divisant : d'une part le Pakistan musulman, de l'autre l'Inde à majorité hindoue.
Lenny est la fille unique et choyée d'une famille parsie aisée de Lahore. Handicapée à la jambe à suite d'une polio, celle que tout le monde appelle « Lenny baby » malgré ses huit ans, participe peu aux jeux des autres enfants et suit sa nourrice Shanta dans ses promenades. C'est ainsi qu'elle l'accompagne tous les jours au parc où la jeune fille retrouve un groupe d'admirateurs que la grâce et la beauté de la jeune hindoue fascinent. Hindous, musulmans ou sikhs, les jeunes gens rivalisent d'imagination et d'humour pour attirer son attention tout en restant bons amis. Deux d'entre eux, musulmans, sortent du lot : Dil Navaz, appelé « Ice Candy Man », est un vendeur de sucrerie, filou, charmeur et poète à ses heures, il a subjugué Lenny ; Hassan, le masseur, est plus réservé, plus réfléchi et attentif aux autres.
Mais cette vie tranquille et harmonieuse ne peut résister aux bouleversements ambiants. Petit à petit, les plaisanteries entre copains deviennent plus âpres, chacun se renfermant sur sa communauté qu'il défend avec ardeur. La ville se remplit de cohortes de réfugiés musulmans essayant d'échapper aux tueries tandis que les hindous et les sikhs fuient Lahore devenue pakistanaise. Les nouvelles des massacres exacerbent les haines. Lahore est le théâtre de scènes d'une violence inouïe : des sikhs écartèlent un musulman, bientôt vengé par l'incendie de maisons hindoues... Dil Navaz attend vainement ses sœurs à la gare, quand leur train arrive enfin, il ne peut que constater qu'il est empli des cadavres de ses occupants : hommes et enfants baignent dans leur sang, les seins des femmes ont été tranchés et jetés dans des sacs de jute. Cette vision d'horreur, ajoutée à la jalousie de se voir supplanté par Hassan dans le cœur de Shanta, transforme « Ice Candy Man » en impitoyable chef d'émeutiers exigeant de la mère de Lenny qu'elle dénonce ses employés hindous. C'est la trop confiante « Lenny baby » qui lui livrera Shanta.

## Fiche technique
Sauf mention contraire, cette fiche technique est établie à partir d'IMDb.
- Titre original : Earth
- Titre québécois : Terre
- Réalisation : Deepa Mehta
- Scénario : Deepa Mehta, d'après le roman de Bapsi Sidhwa
- Direction artistique : Aradhana Seth
- Paroles : Javed Akhtar
- Décors : Aradhana Seth
- Costumes : Dolly Ahluwalia
- Photographie : Giles Nuttgens (en)
- Musique : A.R. Rahman
- Montage : Barry Farrell
- Production : Anne Masson, Deepa Mehta
- Sociétés de production[3] : Cracking the Earth Films Inc., Jhamu Sughand Productions
- Sociétés de distribution :  Sony BMG Music Entertaintment (Allemagne), Madman Entertainment (Australie), Warner Home Video (Canada), G², New Yorker Films, Zeitgeist Films (États-Unis), Shemaroo Video Pvt. Ltd.
- Société d'effets spéciaux : Western Outdoor
- Pays d'origine :  Canada,  Inde
- Langues : Hindi, anglais, gujarati, ourdou, panjabi
- Format[4] : Couleurs - 2,35:1 - DTS / Dolby Digital / SDDS - 35 mm
- Genre : Drame, guerre, romance
- Durée : 110 minutes (1 h 50)
- Dates de sorties en salles[5] :

 Canada : 16 septembre 1998
 Australie : 16 septembre 1999
 Belgique : 7 juin 1999
 États-Unis : 10 septembre 1999
 Nouvelle-Zélande : 16 septembre 1999
 République tchèque : 8 avril 2000
 Singapour : 23 octobre 1999
 Suisse : 20 août 1999

## Distribution
- Aamir Khan (VQ : Marc-André Bélanger) :  Dil Navaz « Ice Candy Man »
- Nandita Das (VQ : Charlotte Bernard) : Shanta
- Rahul Khanna (VQ : Patrice Dubois) : Hassan
- Maia Sethna (VQ : Claudia-Laurie Corbeil) : Lenny
- Kitu Gidwani (VQ : Valérie Gagné) : Bunty Sethna, la mère de Lenny
- Arif Zakaria (VQ : Antoine Durand) : Rustom Sethna, le père de Lenny
- Pavan Malhotra (VQ : François Trudel) : le boucher

## Musique
Le film comporte deux morceaux instrumentaux et sept chansons composés par A.R. Rahman, les paroles sont de Javed Akhtar :
- Dheemi Dheemi interprétée par Asha Bhosle et Hariharan
- Banno Rani interprétée par Sadhana Sargam
- Ruth Aa Gayee Re interprétée par Sukhvinder Singh
- Raat Ki Daldal Hain interprétée par Sukhvinder Singh
- Yeh Jo Zindagi Hain interprétée par Srinivas et Sujata Trivedi
- Yeh Jo Zindagi Hain interprétée par Srinivas et Sukhvinder Singh
- Ishwar Allah interprétée par Sujata Trivedi et Anuradha Sriram

## Distinctions

### Récompenses et nominations
- Filmfare Awards 2000 : prix du Meilleur espoir masculin pour Rahul Khanna et du Meilleur espoir féminin pour Nandita Das
- Festival du film asiatique de Deauville 1999 : Prix du Public